# Giovanni Bottoia
Giovanni-Paolo Bottoia (né le 9 mai 1962 à Varèse, en Lombardie) est un coureur cycliste italien des années 1980. 

## Biographie
Outre sa victoire dans le Grand Prix de Larciano en 1986, il s'est classé deuxième de la dernière étape du Tour d'Italie 1986 à Milan et de la première étape du Tour de France 1987 à Berlin-Ouest.
Il fut un équipier de Francesco Moser et de Gianni Bugno.

## Palmarès

### Palmarès amateur
- 1980
  -  Champion d'Italie de poursuite par équipes juniors
- 1981
  - Targa d'Oro Città di Varese
  - 2e étape du Tour du Chili
- 1982
  -  Champion d'Italie des sociétés contre-la-montre
  - Gran Premio Artigiani Sediai e Mobilieri
  - 2e étape de la Semaine bergamasque
  - 9e étape de la Course de la Paix
  - Circuito Salese
  - Circuito Alzanese
  - Targa Libero Ferrario
  - 3e de Turin-Bielle
- 1983
  -  Médaillé d'or du contre-la-montre par équipes aux Jeux méditerranéens
  - 4e étape du Baby Giro
  - Trophée Baracchi amateurs (avec Marcello Bartalini)
  - 2e du Trofeo Sportivi Magnaghesi
- 1984
  - Trophée Amedeo Guizzi

### Palmarès professionnel
- 1986
  - Grand Prix de l'industrie et de l'artisanat de Larciano

## Résultats sur les grands tours

### Tour de France
1 participation
- 1987 : hors délai (14e étape)

### Tour d'Italie
3 participations
- 1985 : hors délai (14e étape)
- 1986 : 123e
- 1988 : 121e